# Slavcio Binev
Slavcio Pencev Binev (bulgară Славчо Пенчев Бинев, n. 10 decembrie 1965, Sofia, Republica Populară Bulgaria) este un om politic bulgar, membru al Parlamentului European în perioada 2007-2009 din partea Bulgariei.
1. 1 2  Strazha.bg
2. ↑  Strazha.bg, accesat în 10 ianuarie 2023